# Eptesicus innoxius
Eptesicus innoxius е вид бозайник от семейство Гладконоси прилепи (Vespertilionidae). Видът е почти застрашен от изчезване.

## Разпространение
Разпространен е в Еквадор (Галапагоски острови) и Перу.